# Uplink Network
Uplink Network (UPLINK Network GmbH) — частный поставщик телекоммуникационных услуг для немецких вещателей с местонахождением в Дюссельдорфе.
Компания была основана в 2013 году после поправки к Закону о телекоммуникациях Германии, которая впервые позволила операторам радиосвязи передать свои технические услуги независимым поставщикам услуг.
Основным направлением деятельности компании является радиовещание, частные радиовещатели составляют основную клиентуру. В середине 2018 года UPLINK эксплуатирует около 700 VHF-частот в более чем 300 местах по всей Германии, что соответствует доле на 50 % для частных вещателей.
Председателем Консультативного совета является Кристиан Шварц-Шиллинг (Christian Schwarz-Schilling) , бывший министр связи Германии. Управляющими директорами являются Майкл Радомски (Michael Radomski), Томас Вайнер (Thomas Weiner) и Флориан Илоу (Florian Ihlow).